# Dufrenoya poilanei
Dufrenoya poilanei är en tvåhjärtbladig växtart som beskrevs av Hans Ulrich Stauffer. Dufrenoya poilanei ingår i släktet Dufrenoya och familjen Amphorogynaceae. Inga underarter finns listade i Catalogue of Life.